# Mis Chicas
Mis Chicas foi uma revista de histórias em quadrinhos que teve 407 edições durante 1941 e 1950.

## Histórias
| Título                                         | Autoria                         |
| ---------------------------------------------- | ------------------------------- |
| Anita Diminuta                                 | Jesús Blasco                    |
| Las Andanzas de Tomasita                       | Carmen Sert                     |
| Pituca y su Granja                             |                                 |
| La venganza de Zumbín                          | Arnalot                         |
| Cocolín y Jamoncito                            |                                 |
| Historieta de Marina, la hormiguita chiquitina | Puigmiquel                      |
| Din, el duendecillo del bosque                 |                                 |
| Marga, Rafi y el viejo minero                  | [ 4 ]                           |
| Aventuras del gato Morronguito                 | Alejandro Blasco                |
| Pikis                                          | Alejandro Blasco                |
| Chispita                                       | Alejandro Blasco                |
| El Castillo de Oro                             | José María Canellas/Pili Blasco |
| Las aventuras de Antoñita la Fantástica        | Borita Casas                    |
| Jim Erizo                                      | Gabi                            |
| La Miss y Marga                                |                                 |
| Mariquita Cataclismo                           | Gordillo                        |
| Los problemas de Kitín                         | Gordillo                        |